# 大木理紗
大木 理紗（おおき りさ、1960年2月16日 - ）は、日本の女性歌手。大阪府出身。血液型O型。

## 略歴
大阪音楽大学短期大学部声楽科卒業。プログレッシブ・ロックバンドの「ミスターシリウス」や「Pageant」の元ボーカル（当時の芸名は、永井 博子）。ディズニー映画の歌の吹き替え、コーラス、作詞、作曲など様々な活動をしている。

## ディスコグラフィ

### ミニアルバム
- ア・カペラアルバム「遠い景色」（1996年/CACE-2002）
  - 別れの情景Ⅰ（オフコースのカバー）
  - 悲しみにさよなら（安全地帯のカバー）
  - 遠い景色
  - 天使と小悪魔 MOVING（ケイト・ブッシュのカバー）
  - フレンズ（レベッカのカバー）

### シングル
- スプリットシングル「エメラルドドラゴン・テーマソング」（1995年6月25日/DPDX-5017)
  - 五つの雫（ラジオドラマ『エメラルドドラゴン』 OP）
  - 約束の旅へ  / 歌：笠原弘子
  - 五つの雫（インスト・バージョン）
  - 約束の旅へ（インスト・バージョン）

## 主なボーカル参加作品
- 「新グレン・ミラー物語」（ストロベリー・ダンス・バンド） - 1990年
- 「INNOCENCE」（『伝説のオウガバトル』イメージソング） - 1993年
- 「風の贈り物」（『新世紀GPXサイバーフォーミュラZERO』挿入歌） - 1994年
- 「あたたかい雨」（『剣勇伝説YAIBA』最終回挿入歌） - 1994年
- 「FINAL FANTASY VOCAL COLLECTIONS I ―PRAY―」（『FINAL FANTASY』イメージアルバム） - 1994年
- 「くじらのうた」（『マンフィーのふしぎな冒険』挿入歌） - 1994年 ※佐々木㐮とともに歌唱
- 「FINAL FANTASY VOCAL COLLECTIONS II [Love Will Grow]」（『FINAL FANTASY』イメージアルバム） - 1995年
- 「五つの雫」（ラジオドラマ『エメラルドドラゴン』 OP） - 1995年
- 「シンクロニシティ」（美内すずえ原作『アマテラス』イメージソング） - 1996年 ※IKUKOとともに歌唱
- 「COSMIC WORLD」（『電磁戦隊メガレンジャー』挿入歌） - 1997年
- 「イニシャル・U」（『美少女戦士セーラームーンS』イメージソング） - 1997年
- 「m.a.j.y.o」（『スーパードール★リカちゃん』イメージソング） - 1999年
- 「La mia tristezza」（『幻想水滸伝』イメージソング） - 2002年
- 「La passione commuove la storia」（『幻想水滸伝』イメージソング） - 2002年
- 「サバトの夜に魔女賛歌」（『死神坊ちゃんと黒メイド』挿入歌） - 2021年 ※岡崎昌幸、渕上祥人、原田真純とともに歌唱

他多数

## 主なコーラス参加作品

### ボーカル楽曲
- 「PERDU DANS LA FORET (迷いの森)」（『ロマンシング サ・ガ』） - 1992年 ※川島和子とともに
- 「恋愛歌(イワン･イワノビッチの歌)」（歌：天野由梨/『みすて♡ないでデイジー』） - 1995年
- 「新世界～ASCENSION～」（歌：郡愛子/『アマテラス』イメージソング） - 1996年
- 「仮面ライダーAGITO」（歌：石原慎一/『仮面ライダーアギト』前期OP） - 2001年
- 「仮面ライダーAGITO 24.7 version」（歌：石原慎一/『仮面ライダーアギト』後期OP） - 2001年
- 「extremes meet」（歌：風雅なおと/『仮面ライダーアギト』イメージソング） - 2001年
- 「Burnin' your heart」（歌：石原慎一/『仮面ライダーアギト』イメージソング） - 2001年
- 「Daydream café～タカヒロ×青山ブルーマウンテン デュエットVer.～」（歌：タカヒロ＆青山ブルーマウンテン(速水奨＆早見沙織)/『ご注文はうさぎですか?』） - 2014年

他多数

### 劇伴
- 映画「陰陽師」「陰陽師Ⅱ」（2001年・2003年）
- 映画「蟲師」（2007年）

## 出演作品

### 吹き替え
- おさるのジョージ 第116、120、174、177、181話（エイダ/2018年以降）
- カーズ・オン・ザ・ロード （エリザベス/2022年）

### 歌を伴う吹き替え
- トイ・ストーリー2（劇中歌/2000年）
- ジョン・ヘンリー（ポリー/2000年）
- シンデレラII（劇中歌/2002年）
- くまのプーさん/みんなのクリスマス（主題歌/2002年）
- ターザン&ジェーン（主題歌/2003年）
- ホーム・オン・ザ・レンジ にぎやか農場を救え!（主題歌/2004年）
- チキン・リトル（2005年）
- ブラザー・ベア2（劇中歌/2006年）
- きつねと猟犬2 トッドとコッパーの大冒険（劇中歌/2007年）
- インサイド・ヘッド（女性歌手/2015年）[1]
- ファインディング・ドリー（エイたち/2016年）[2]
- ファンタスティック・ビーストと魔法使いの旅（女性シンガー/2016年）[3]
- モアナと伝説の海（村人たち(コーラス)/2017年）[4]
- カーズ/クロスロード （スィート・ティー/2017年）[5]
- リメンバー・ミー（女性オペラ歌手/2018年）[6]
- シュガー・ラッシュ:オンライン（コーラス①/2018年）[7]
- レゴ ムービー 2（コーラス/2019年）[8]
- きかんしゃトーマス Go!Go!地球まるごとアドベンチャー（コーラス/2019年）
- アラジン（コーラス/2019年）[9]
- ライオン・キング（コーラス/2019年）[10]
- シンデレラ（Amazon Prime Videoオリジナル）（老婆/2021年）[11]
- マペットのホーンテッドマンション（コーラス/2021年）
- ミラベルと魔法だらけの家（コーラス/2021年）[12]
- スクルージ:クリスマス・キャロル（コーラス/2022年）
- ギレルモ・デル・トロのピノッキオ（2022年）[13]
- ウォンカとチョコレート工場のはじまり（婦人①(コーラス)/2023年）[14]
- モアナと伝説の海2（2024年）[15]
- ライオン・キング:ムファサ（2024年）[16]
- 白雪姫（2025年）[17]
- ミッキー17（コーラス/2025年）[18]

他多数

### CMソング
- セブン-イレブン「ななから」（2021年）
- Indeed「Radio Indeed」（2021年）
- DMM.com「DMM FX」（2022年）

他多数

## 書籍
- 女声独唱/女声三部合唱 春のアリア（2009年）※北峰聖、宮本あんりと共著
- ビブラートで歌がうまくなる（2010年）